# Graciella
Graciella – rodzaj chrząszczy z rodziny kózkowatych. 

## Zasięg występowania
Przedstawiciele tego rodzaju występują w Afryce Subsaharyjskiej w tym na Madagaskarze.

## Systematyka
Do Graciella należy 13 gatunków:
- Graciella affinis
- Graciella albicans
- Graciella albomaculata
- Graciella brunneomaculata
- Graciella circuloides
- Graciella circulum
- Graciella compacta
- Graciella epipleuralis
- Graciella flavovittata
- Graciella mariettae
- Graciella moea
- Graciella nigromarginata
- Graciella pulchella